# Sarród, Győr-Moson-Sopron
Sarród  este un sat în districtul Sopron, județul Győr-Moson-Sopron, Ungaria, având o populație de 1.015 locuitori (2011). 

## Demografie
Componența etnică a satului Sarród
     Maghiari (88%)
     Germani (9,91%)
     Necunoscut (1,36%)
     Alții (0,73%)
Componența confesională a satului Sarród
     Romano-catolici (79,11%)
     Fără religie (4,24%)
     Luterani (1,77%)
     Reformați (1,28%)
     Necunoscută (12,91%)
     Atei (0,69%)
     Alte religii (0,39%)
Conform recensământului din 2011, satul Sarród avea 1.015 locuitori. Din punct de vedere etnic, majoritatea locuitorilor (88,0%) erau maghiari, cu o minoritate de germani (9,91%). Apartenența etnică nu este cunoscută în cazul a 1,36% din locuitori.  Din punct de vedere confesional, majoritatea locuitorilor (79,11%) erau romano-catolici, existând și minorități de persoane fără religie (4,24%), luterani (1,77%) și reformați (1,28%). Pentru 12,91% din locuitori nu este cunoscută apartenența confesională.